# Oksekød
Oksekød er kød fra okser, oftest tamkvæg. Oksekød udskæres til stege og bøf eller hakkes til tatar, hakkebøf, kødsovs m.v..

## Udskæringer af oksekød
Oksekød udskæres efter slagtning. Udskæringerne varierer fra land til land.

### Dansk udskæring
Oksekød udskæres i nedenstående kødstykker (udskæringer):
Fra dyrets hals og øvre nakke:
- Tykkam
- Spidsbryst
- Skært kød til grydestegning

Fra dyrets forben:
- Bov (bovklump, tykbov, tyndbov og skank)
- Oksebryst (tykbryst og tyndbryst)

Fra dyrets underside (bryst, ribben):
- Bryst (tykbryst, tyndbryst)
- Tværreb
- Flanksteak

Fra dyrets nedre nakke, ryg og halestykke
- Kotelet
- Filet (anvendes til bøf, steg m.v.)
- Entrecote
- Mørbrad
- Højreb Engelske bøffer af højreb
- Tyndsteg (anvendes bl.a. til T-bone, bøf og filet)
- Tyksteg
- Culotte

Fra dyrets bagben:
- Yderlår
- Inderlår
- Klump
- Roastbeef

### Amerikansk partering
Udskæring af oksekød i Nordamerika afviger fra dansk udskæring. Nordamerikansk opskæring er illustreret på billedet til højre. 
Det, der på illustrationen kaldes "rib", hedder på dansk højreb eller entrecote. Det er herfra "rib-eye" hentes.

## Mørning af oksekød
For at gøre oksekødet mørt, modnes det: Det opbevares på køl en periode, hvorved kødets struktur langsomt nedbrydes. 
Modning kan foretages i vakuumpakning, men foretages traditionelt ved at kødet "hænges" i kølerum med kontrolleret temperatur og luftfugtighed. 

## Produktion af oksekød
Verdens største producenter af oksekød er USA. 
De ti største producenter i verden i 2008/2010 var: (Beef production (1000 MT CWE)
| Nr | Land       | 2009   | 2010   | %Ændring |
| -- | ---------- | ------ | ------ | -------- |
| 1  | USA        | 11.889 | 11.789 | −0.8%    |
| 2  | Brazilien  | 8.935  | 9.300  | 4%       |
| 3  | EU-27      | 7.970  | 7.920  | −0.6%    |
| 4  | Kina       | 5.764  | 5.550  | −4%      |
| 5  | Argentina  | 3.400  | 2,800  | −18%     |
| 6  | Indien     | 2.610  | 2.760  | 6%       |
| 7  | Australien | 2.100  | 2.075  | −1%      |
| 8  | Mexico     | 1.700  | 1.735  | 2%       |
| 9  | Rusland    | 1.285  | 1.260  | −2%      |
| 10 | Pakistan   | 1.226  | 1.250  | 2%       |

## Eksterne links
- Wikimedia Commons har flere filer relateret til Oksekød